# Undécima Enmienda a la Constitución de los Estados Unidos

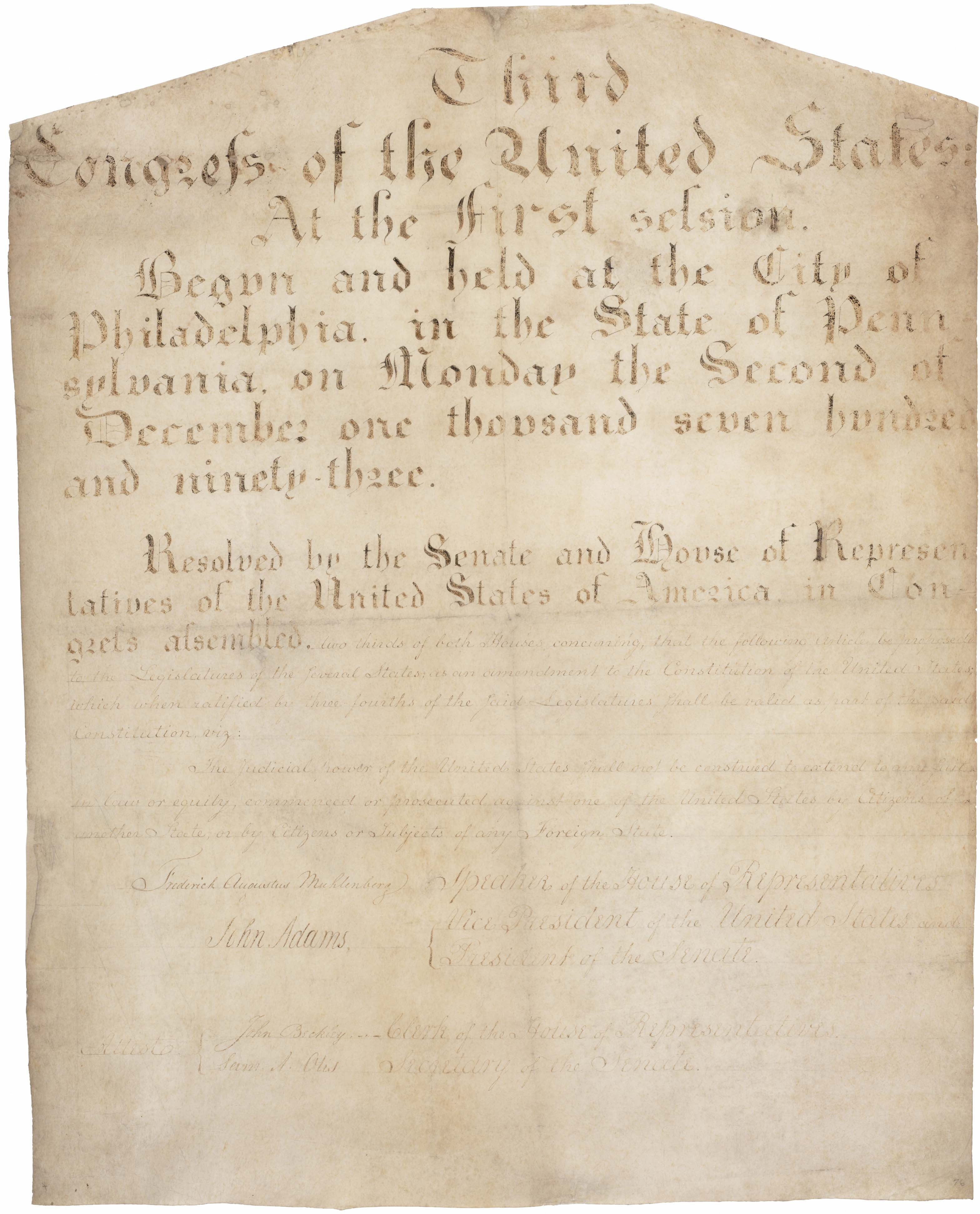
Texto original de la enmienda

La Undécima Enmienda a la Constitución de los Estados Unidos (Enmienda XI) que fue ratificada en febrero de 1795, entrega a cada Estado inmunidad soberana contra demandas en cortes federales por alguien de cualquier otro estado o país. Fue adoptada en respuesta a, y con la intención de anular, la decisión de la Corte Suprema de Estados Unidos en el caso Chisholm contra Georgia, 2 U.S. 419 (1793).

## Texto
The Judicial power of the United States shall not be construed to extend to any suit in law or equity, commenced or prosecuted against one of the United States by Citizens of another State, or by Citizens or Subjects of any Foreign State.

El poder judicial de los Estados Unidos no debe interpretarse que se extiende a cualquier litigio de derecho estricto o de equidad que se inicie o prosiga contra uno de los Estados Unidos por ciudadanos de otro Estado o por ciudadanos o súbditos de cualquier Estado extranjero.